# 10/18
10/18 (Union générale d'éditions, UGE) est une maison d'édition française du groupe Editis, créée en 1962 par Paul Chantrel (directeur général des éditions Plon) et ne publiant qu'au format poche. Les éditions 10/18 proposent à cette époque des ouvrages philosophiques, historiques et de la fiction française, publiant en particulier le mouvement du Nouveau roman.
Elle appartient à la société Sogedif (377 768 379) 12 avenue d’Italie Paris, du groupe Editis.

## Historique
La structure UGE est née en 1961 d'un rapprochement entre l'Union Financière de Paris et les héritiers Plon (famille Bourdel). Dans le but de contrer une éventuelle absorption par le Groupe Hachette, l'UGE englobait Plon, Julliard et une nouvelle collection de poche, « 10/18 ».
Le numéro 1 de la collection Le Monde en 10/18 : Descartes, Discours de la méthode.
En 1966, l'UGE passe sous le contrôle des Presses de la Cité.
En 1968, Christian Bourgois prend la direction de 10/18 avec Dominique de Roux, jusqu'au départ de ce dernier fin 1972, à l'époque des événements de Mai, qui furent suivis par une véritable explosion des sciences humaines. Il propose de solder une partie du catalogue et de refaire les couvertures. Entre 1969 et 1979, 10/18 publie 1 000 titres, qui vont de travaux universitaires à des textes militants en passant par des revues, des colloques et même des mathématiques. 10/18 réédite aussi de grands classiques de la littérature, et les principales œuvres du Nouveau roman. Parmi les livres à succès de cette époque figurent : Boris Vian, Sade, London, Gombrowicz, etc.
À l'aube des années 1980, Christian Bourgois décide de centrer ses efforts sur la fiction romanesque étrangère. Ainsi naissent, à l'initiative et sous la direction de Jean-Claude Zylberstein, deux nouvelles collections :
- Domaine étranger, créé en 1980, propose de faire découvrir les meilleurs textes de la fiction internationale du XXeme siècle souvent devenus introuvables ; interrompue en 2011, la collection est reprise  aux Belles Lettres toujours sous la direction de son créateur.
- Grands détectives, créé en 1983, est une collection policière qui compte de nombreux auteurs de premier plan, tels que Ellis Peters, Lilian Jackson Braun, Robert van Gulik, Dashiell Hammett, Giorgio Scerbanenco, Sjowall et Wahloo,William Irish, Patricia Wentworth, auxquels s'ajoutent plus tard Jean-François Parot, Arthur Upfield, Peter Tremayne, Alexander Mc Call Smith, Anne Perry, Ngaio Marsh ou Claude Izner. La collection est arrêtée en 2019.
- Parallèlement, 10/18 accueille Bibliothèque médiévale en 1979 afin de publier de grands classiques de la littérature médiévale (Lancelot, La Mort du roi Arthur, le Roman de Renart, etc.).

En 1992, Christian Bourgois quitte la direction de 10/18 et la gestion de la collection est alors assurée par Leonello Brandolini déjà dirigeant de Pocket, Jean-Claude Zylberstein conservant l'essentiel de la direction éditoriale  jusqu'en 2005. Le relais est pris  de 1999 à 2010 par Jean-Claude Dubost. Après un intermède  placé sous  l'autorité d'Emmanuelle Heurtebize, c'est Carine Fannius qui est à la tête de la collection depuis 2017.